# Dreiländereck (Berg)

Das Dreiländereck (auch: Ofen; slowenisch Peč; italienisch Monte Forno) ist ein Berg in den Karawanken, auf dem das Dreiländereck der Staaten Österreich, Slowenien und Italien liegt. Damit verbindet er auch die Gebiete der drei Sprachen Deutsch, Italienisch und Slowenisch. Der Gipfel liegt auf einer Seehöhe von 1508 m ü. A.. 

## Geographie
Die angrenzenden Gemeinden sind in Österreich Arnoldstein (Bezirk Villach Land, Land Kärnten), in Slowenien Kronau/Kranjska Gora (Ortsteil Ratschach/Rateče) und in Italien Tarvis/Tarvisio (Region Friaul-Julisch Venetien).

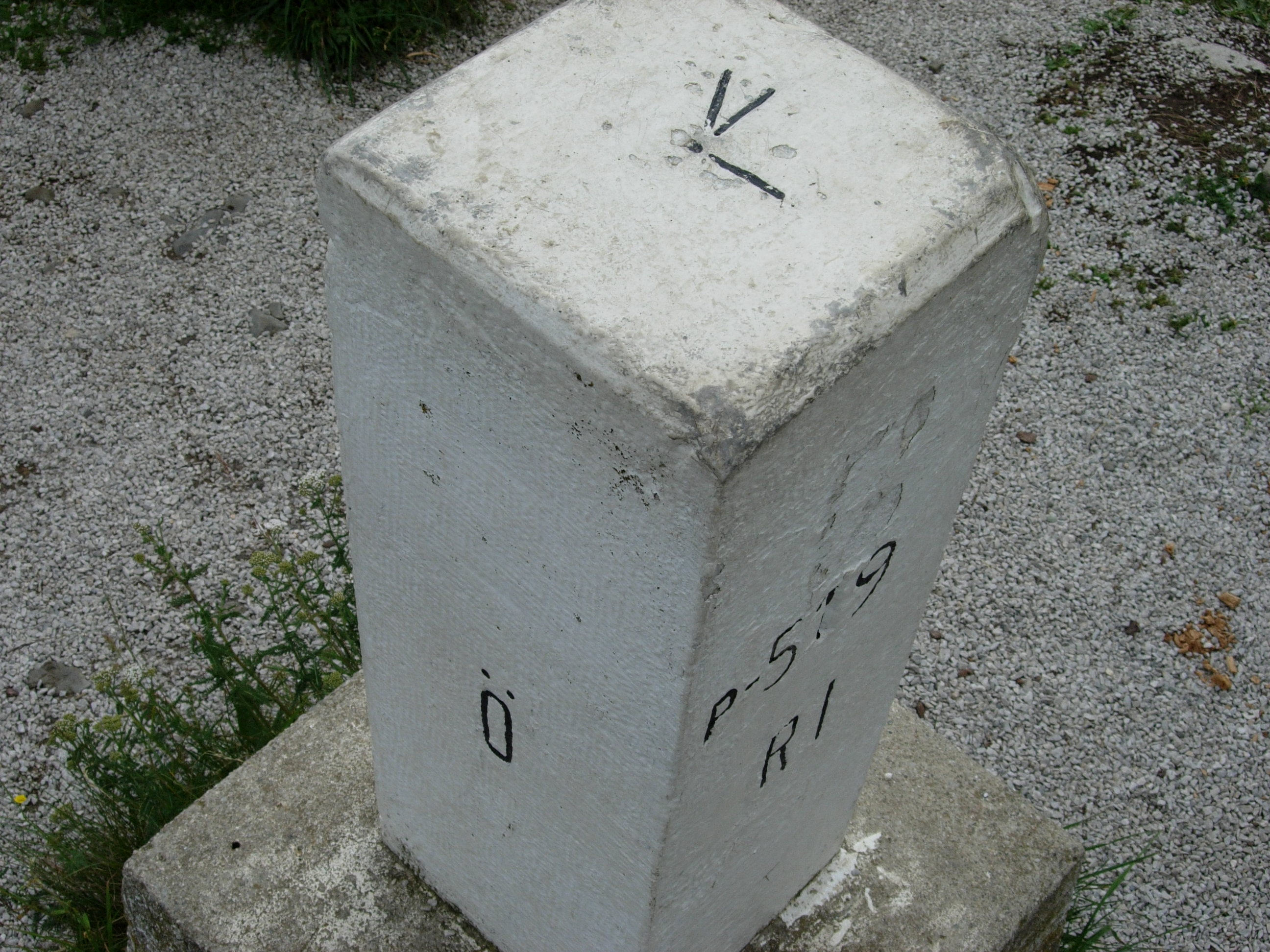
Grenzstein

## Name und Sprachen
Das deutsche Wort Ofen und das slowenische Wort peč, dt. entlehnt Pötsche, heißen beide ‚Fels‘ oder ‚Höhle‘ in entsprechender Bedeutungsbreite. Der italienische Name ist die entsprechende Übersetzung (forno ‚Ofen‘). Dreiländereck ist eine modernere Neuschöpfung.
Durch die hier zusammentreffenden drei Sprachen (s. o.) ist der Berg auch verwandt mit der Dreisprachenspitze am Stilfserjoch.

## Erschließung
Der Berg ist durch die acht Liftanlagen und 17 km Piste der Dreiländereck Bergbahnen als Skigebiet erschlossen.